# Liste der Naturdenkmäler in Schweinfurt
In der kreisfreien Stadt Schweinfurt in Bayern gab es am 8. März 2022 keine Naturdenkmäler
Im Flächennutzungsplan vom Oktober 2020 sind potenzielle Naturdenkmäler an diesen Stellen eingezeichnet:
| Bild           | Bezeichnung / Lage               | Ortsteil                                      | Beschreibung                                    |
| -------------- | -------------------------------- | --------------------------------------------- | ----------------------------------------------- |
| weitere Bilder | Drei Linden am Seelenvater       | Schweinfurt (50° 4′ 14,2″ N, 10° 12′ 11,8″ O) |                                                 |
|                | Drei-Kaiser-Eiche / Im Stadtwald | Schweinfurt (50° 4′ 13,7″ N, 10° 14′ 37,8″ O) | Im Oktober 2018 durch Sturm / Fäulnis gefallen. |
|                | Am Schindgraben                  | Schweinfurt (50° 4′ 11,4″ N, 10° 14′ 26,8″ O) |                                                 |
|                | An der Peterstirn                | Schweinfurt (50° 3′ 21,5″ N, 10° 15′ 37,2″ O) |                                                 |
|                | An der Peterstirn                | Schweinfurt (50° 3′ 20,3″ N, 10° 15′ 28,6″ O) |                                                 |
|                | Am Steinbruch                    | Schweinfurt (50° 3′ 25,9″ N, 10° 15′ 15,7″ O) |                                                 |
|                | Im Höllental                     | Schweinfurt (50° 3′ 18,1″ N, 10° 15′ 11,3″ O) |                                                 |
|                | Im Höllental                     | Schweinfurt (50° 3′ 10,1″ N, 10° 15′ 12,1″ O) |                                                 |
| weitere Bilder | Platane an der Rückertstraße     | Schweinfurt (50° 2′ 47,8″ N, 10° 14′ 15,3″ O) |                                                 |
| weitere Bilder | Platane am Unteren Kiliansberg   | Schweinfurt (50° 2′ 47,3″ N, 10° 14′ 27,2″ O) |                                                 |
|                | Baum am Main südlich vom Hafen   | Oberndorf (50° 1′ 28,1″ N, 10° 12′ 57,1″ O)   |                                                 |
|                | Am Rothügel                      | Oberndorf (50° 2′ 22,6″ N, 10° 10′ 37,8″ O)   |                                                 |
|                | Am Rothügel                      | Oberndorf (50° 2′ 13,1″ N, 10° 10′ 36,3″ O)   |                                                 |
|                | Zwischen Rothügel und Techenberg | Oberndorf (50° 1′ 58,6″ N, 10° 10′ 16,2″ O)   |                                                 |
|                | Am Techenberg                    | Oberndorf (50° 1′ 53,8″ N, 10° 9′ 58,4″ O)    |                                                 |